# 南びわ湖駅
南びわ湖駅（みなみびわこえき）は、滋賀県栗東市に建設が予定されていた東海旅客鉄道（JR東海）東海道新幹線の新駅（未成駅）。
設置の是非をめぐる論争の中、2012年開業を目指し2006年6月に建設着工したものの、その翌月に滋賀県知事選挙で建設凍結派の嘉田由紀子が知事に就任、工事は中断された。その後2007年10月28日の促進協議会で結論がまとまらず、基本協定、工事協定等の協定類は同年10月31日をもって終了し、新駅建設は停止された。

## 概要
滋賀県栗東市下鈎地先、東京駅起点452.05km付近（米原から約43.8km、京都から約24.3km）に位置する東海道新幹線の新駅計画で、設置されると東海道新幹線としては18番目の駅となるはずであった。この駅が計画された米原駅 - 京都駅間は68kmあり、駅間の平均距離が30km程度の東海道新幹線の中で駅間距離が一番長く、また、北海道新幹線の開業までは新幹線の駅間としても最長の区間であった。
2002年4月、滋賀県・栗東市・促進協議会と東海旅客鉄道株式会社の四者で、東海道新幹線（仮称）びわこ栗東駅設置にかかる『基本協定書』を締結し、新駅設置が正式決定した。2005年12月にはこの関係四者で「東海道新幹線米原・京都間新駅設置に関する工事協定書交換式」を行い、2012年度の開業を目指し2006年5月に着工したが、同年7月の滋賀県知事選挙で新駅の「限りなく中止に近い」建設凍結を掲げた嘉田由紀子が当選し、建設工事は中断。最終的にJR東海との工事協定は白紙となり建設中止に至った（詳細は後述）。
駅名の仮称は、計画開始当時は栗東駅（りっとうえき）、東海道本線（琵琶湖線）栗東駅の開業後からしばらくはびわこ栗東駅（びわこりっとうえき）であった。西日本旅客鉄道（JR西日本）草津線の接続新駅は滋賀県の計画上草津線新駅と呼称された。

### 基本協定上の新駅諸元
新駅は地元の要望により建設される「請願駅」であり、工事協定書に基づく工事費負担金238億2500万円は全額地元負担として計画された。滋賀県・栗東市および設置促進協議会の構成各市の負担は以下の通り。
- 滋賀県/116億9700万円
- 栗東市/100億9400万円
- 草津市/5億3800万円
- 守山市/3億7700万円
- 甲賀市/2億5000万円
- 野洲市/2億6900万円
- 湖南市/3億円
- 県交付金（=大津市）/3億円

駅構造は、中央に通過線2線を持つ、下り（新大阪・博多方面）島式・上り（東京方面）片面2面5線。通過線を中央に、ホームをその外側に配置する形は、他の新幹線新駅と同じである。加えて、下り向きのみホームを島式とする。下り二番線は停車列車の雪落としをする前提で、この部分のみJR東海自身が工事を行うことになっていた。この下り二番線は、駅工事に伴って行われる本線工事に利用する仮線を転用する予定だった。
1. 上り副本線
2. 上り本線（ホームなし）
3. 下り本線（ホームなし）
4. 下り副本線（下り一番線）
5. 下り副本線2（下り二番線）

滋賀県や推進協議会の説明によると、米原や岐阜羽島と同様に「こだま」と「ひかり」が1時間に片道各1本ずつ停車することを見込んでいた。ただし、JR東海からの正式なダイヤ発表はなかった。

### 駅周辺整備
駅予定地周辺では栗東市施行の土地区画整理事業が計画され、新駅広場南側1.8haに市民交流拠点（市民ステーションや多目的ホールなど）を設け、県の広域公共公益施設や民間主体の諸施設（温浴施設や宿泊施設など）を建設する予定だった。
新幹線新駅へのアクセスとして草津線に接続新駅を設ける計画があり、土地区画整理事業で草津線新駅の東西に広場を整備する予定だった。草津線新駅は東海道新幹線と国道1号との間の部分にできる予定であり、新幹線新駅までは約400mの距離があるため動く歩道の設置も計画された。一方、新駅利用者の中心は自家用車利用によるパークアンドライドになるとされ、新街区と市民交流施設内に1,000台規模の駐車場を整備することが予定された。

## 建設促進論と建設凍結・中止論
滋賀県内外では、この駅の建設を必要とする見解と不要とする見解とがあり従来から議論が分かれていた。後述の2006年滋賀県知事選挙や栗東市長選挙でもこの駅の建設の是非が争点の中心となった。

### 新駅は地域に必要
建設推進派は、この新駅建設による利便性の向上が、将来に渡ってこの地域の発展に必要なものであるという主張である。
2010年の国勢調査による人口増減率は、栗東市が6.32%増と高水準で、周辺の守山市（8.10%増）、草津市（8.00%増）も高い伸びを示す。「新駅周辺自治体の発展に対応するためには、新幹線の駅が必要」と主張している。
栗東市のHPによる新幹線新駅の必要性と効果は以下の通り。
- 県南部地域は人口・産業など都市機能の集積が著しく、全国スケールの広域的役割を担う素地を有します。
- 県唯一の新幹線駅が北に偏在し、米原駅・京都駅間は東海道・山陽新幹線の中で駅間距離が最長であり、県南部地域は新幹線の利便性を享受できていません。
- 人口減少、少子高齢化、高度情報化、グローバル社会の到来などから、産業構造や都市構造が大きく変改しています。また、分権社会の進展からも、地域自らが特性を活かした魅力を如何に創出するかが問われている中で、「交流」をキーワードとしたまちづくりの装置として新幹線新駅は必要不可欠です。
- 新幹線新駅は、全国主要都市と直結する「県の新たな玄関口」として、次のような効果が期待できます。
  1. 都市間との効率的な移動により、通勤・通学をはじめとして、県民の方々の新たな利便性が図れます。
  2. 人・もの・情報といった交流が、飛躍的に図れます。
  3. 地域の知名度、ブランドイメージのアップにより、人口や観光客の増加と新たな企業立地などが進み、建設・消費・生産などによる地域経済の活性化が図れます。
  4. 地域経済の活性化により、新たな雇用の創出と税収入の増加が図れます。
  5. 琵琶湖線の複々線化、草津線の複線化が期待できます（新幹線新駅の開業後の駅の維持管理費はJR東海が負担します）。

新駅の計画地周辺は、国道1号や国道8号をはじめとする幹線道路が集中し、自動車の便は極めて良い。そのため自動車で新駅に行く人が多く、当駅利用者は多いと見ている。

### 利便性の低い新駅は不要
建設凍結中止派は、利便性の少ない新駅では投資額を回収するだけの経済効果は出ない、と主張する。
湖西線沿線・大津市内の住民は京都駅へ、近江八幡市以北の住民にとっては米原駅へ出た方が便利である。しかも東京・博多といった遠隔地に行く場合には、「のぞみ」の停まらない新駅では、結局「のぞみ」の停車する京都駅利用となり、この駅の利用にはつながらない。また、駅へ車でやってくるパークアンドライドの場合でも、現在のところ新駅周辺の道路事情がよくないため、大きな時間短縮にはならない、と見ている。そのため、新駅を利用する住民は実質的に駅周辺と草津線沿線しか見込まれず、建設促進派の需要予測は過大であると主張する。そもそも新駅の経済的効果が高ければ、税金投入による請願駅でなくJR東海が自ら作るはず、という見方である。

### 駅アクセス
滋賀県の動脈である琵琶湖線（東海道本線）とは直接の乗り換えができず、接続駅である草津線新駅からもおよそ400mの距離を歩く必要がある。これは新幹線新駅が草津線との交点付近より北側に離れて設置されるためで、新幹線新駅の南端にも改札があれば約200mに緩和される（新幹線ホームが全長400m）が、建設費が更に高くなるため設置されない。緩和措置として動く歩道が設置される予定であった。

## 年表
- 1969年（昭和44年）9月 「新幹線新駅誘致特別委員会」設置（栗東町議会）[3]
- 1988年（昭和63年）
  - 2月 「東海道新幹線（仮称）栗東駅設置促進協議会」発足（3市11町）[3]
  - 12月 「県内新駅2駅（栗東周辺、近江八幡周辺）設置、栗東駅先行設置」の基本方針を決定[3]
- 1989年（平成元年）4月 新幹線新駅設置に向けた調査開始[3]
- 1990年（平成2年）7月 滋賀県、促進協議会に加入[3]
- 1994年（平成6年）2月 「東海道新幹線栗東新駅設置を進める会」設立（栗東町商工会・民間団体・個人等）[3]
- 1996年（平成8年）
  - 8月 促進協議会の総会で、新幹線新駅設置要望位置決定（JR草津線との交差場所付近）、新駅名を仮称「びわこ栗東駅」に改称、県域経済団体等が促進協議会に加入、「東海道新幹線（仮称）びわこ栗東駅設置促進協議会」に改称[3]
  - 8月 「東海道新幹線（仮称）びわこ栗東駅周辺整備推進会議」発足（地元自治会）[3]
- 1999年（平成11年）8月 東海道新幹線（仮称）びわこ栗東駅設置促進協議会会長に滋賀県知事が就任[3]
- 2001年（平成13年）12月 東海道新幹線（仮称）びわこ栗東駅設置にかかる正式協議の依頼に対し、東海旅客鉄道株式会社が了承[3]
- 2002年（平成14年）4月 滋賀県、栗東市、促進協議会、東海旅客鉄道株式会社の四者で、東海道新幹線（仮称）びわこ栗東駅設置にかかる『基本協定書』を締結し、新駅設置が正式決定[3]
- 2004年（平成16年）
  - 6月 新駅設置を進める会が「新幹線（仮称）びわこ栗東駅設置早期開業推進協議会」に発展拡充し、改編[3]。
  - 10月 甲賀市（水口町、土山町、甲賀町、甲南町、信楽町）、野洲市（中主町、野洲町）、湖南市（石部町、甲西町）が、市町村合併で発足（促進協議会は、県、7市。7経済団体の構成となる）[3]。
- 2005年（平成17年）
  - 6月24日 栗東市議会において新幹線新駅にかかる平成17年度補正予算案を可決（負担額：100億9,400万円）[3]
  - 7月27日 滋賀県議会において新幹線新駅設置負担金について、平成17年度補正予算（債務負担行為）案を可決（限度額：116億9700万円）[3]
  - 7月〜 関係市議会において新幹線新駅にかかる平成17年度補正予算案を可決[3]
  - 12月 東海道新幹線米原・京都間新駅設置に関する工事協定書交換式[3]
- 2006年（平成18年）
  - 5月 新幹線新駅の新しい仮称駅名を「南びわ湖駅」に決定[3]
  - 5月27日 現地で安全祈願祭が行われ、新駅着工[3]
  - 10月26日 滋賀県が「新幹線新駅の需要予測・経済波及効果の再検証結果」を発表。
  - 10月28日・31日 新駅設置促進協議会の正副会長会議で凍結も含めた幅広い議論とJRへの負担金支払い猶予申し入れについて合意。
  - 12月21日 2007年度の滋賀県知事提出予算案には新幹線関連は盛り込まれないと発表。
- 2007年（平成19年）
  - 2月14日 地元の建設可否結論を10月まで猶予することでJR東海と促進協議会が合意。
  - 3月1日 栗東市の市債発行差し止め訴訟で、大阪高裁は1審の大津地裁判決を支持。栗東市は上告。
  - 3月23日 栗東市議会で南びわ湖駅の建設予算を削除した修正予算の議決が可決。
  - 3月27日 栗東市が行おうとしている地方債の起債に対し滋賀県は地方財政法5条の3の「同意」をしないと表明。
  - 3月30日 栗東市長が予算案を再議（地方自治法176条）に付し再び議会に諮った結果、新駅関係予算を削った修正予算は否決され、建設予算が含まれている原予算が可決された。
  - 4月23日 駅設置促進協議会の正副会長会議でJR東海との協議期限の10月末までに合意に至らない場合新駅計画消滅との覚書をJR東海と締結することで合意。
  - 5月6日 建設推進派であった自民党滋賀県連の宇野治会長が凍結容認を示唆。
  - 5月9日 県議会最大会派の「自民党・湖翔クラブ」が議員総会で「限りなく中止に近い凍結」を掲げる嘉田を支持する方針を決定。
  - 5月13日 自民党滋賀県連が定期大会で、嘉田支持を正式決定。
  - 9月3日 新駅設置促進協議会の正副会長会議で滋賀県がJR東海との協定を履行しない方針を表明した。
  - 10月19日 栗東市の市債発行差し止め訴訟で、最高裁が市側の上告を棄却。
  - 10月24日 新駅設置促進協議会の正副会長会議で嘉田と国松の意見がまとまらず決裂。月内の地元合意が得られないことが確定。
  - 10月28日 新駅設置促進協議会の総会で嘉田が新駅建設の根拠となる協定が月末に白紙に戻ることを報告し、建設中止が正式に決定。
  - 11月2日 嘉田と国松がJR東海東京本社に出向き、同社社長松本正之に新幹線新駅建設中止を報告。
  - 12月22日 建設予定地にあった立て看板が撤去。

## 新駅設置計画の経緯

### 新駅設置を目指す動き
滋賀県や一部自治体は米原-京都間への新幹線新駅設置の可能性を探ってはいたが、組織だった動きは初期にはなかったが、国鉄が民営化されたこととその前後から地元負担による新駅設置事例が急増したこと、さらに東海道新幹線の中に新富士等新駅が誕生したことにより、急速に新駅設置に対する計画が具体化してきた。
滋賀県は当初近江八幡市内（武佐地区）と当時の栗東町内において新駅設置を検討していたが、当時びわこ空港の建設計画があり、結果的に湖東地区（近江八幡）はびわこ空港優先となり、新幹線新駅は栗東信号場の用地がそのまま使える利点もある栗東町内になった。
その後、栗東町内の候補地は、駅建設時に線路北側の工場を移転させるなどの計画が具体化し、計画地を決定した。
栗東市では新駅設置の必要性の根拠として、米原駅・京都駅間は東海道・山陽新幹線の中で駅間距離が最長であり県南部地域は新幹線の利便性を享受できていないことを挙げていた。

### 計画の具体化
1988年、滋賀県における新駅の建設を目標に「東海道新幹線（仮称）栗東駅設置促進協議会」が発足した。1996年には県内の経済団体も加わり「東海道新幹線（仮称）びわこ栗東駅設置促進協議会」に改称された。そして、滋賀県と栗東市が中心になり、新駅設置の活動を進めることとなった。
2006年5月23日、促進協議会は同年3月より公募していた新駅の仮名称を「南びわ湖駅」とする旨を公表。従来は「びわこ栗東」という仮称を使っていたが「県南部の玄関をイメージさせる魅力的な名前を」ということで「南びわ湖」と決め協議会の名称も6月から「東海道新幹線（仮称）南びわ湖駅設置促進協議会」に変更した。
栗東市内では建設資金の確保を目的として募金活動が行われ「新幹線南びわ湖駅を絶対につくる経営者の会」では、市内の企業や個人から2007年4月末時点で83件約1億2000万円の寄付予約を集めていた。

### 新駅計画中止を求める動き
2006年1月13日、南びわ湖駅の建設に反対する県民投票を要求する団体「新幹線びわこ栗東駅（当時の仮称名）住民投票の会」が住民投票条例の制定を求め、直接請求に必要な県内有権者数の50分の1を上回る署名を滋賀県議会に提出。当時滋賀県知事の國松善次は31日の本会議で「既に議会により予算が承認された以上、住民投票は議会制民主主義を否定するもの」として議案への反対を表明し、議案は委員会での審議を経て2月2日の本会議にて賛成5票、反対34票で否決された。

2006年滋賀県知事選挙における嘉田由紀子（緑）と國松善次（赤）の得票率の差を表した地図
嘉田は主に琵琶湖線沿線で支持を集め、中でも近江八幡市では、嘉田が自民党支部の推薦を受けたこともあり特に得票率が高かった。他方で、南びわ湖駅の建設が予定されていた草津線の沿線に位置する栗東市、湖南市、甲賀市では國松の得票率が嘉田を上回ったほか、自民党などの地盤が強い犬上郡ほか農村部の多くでも國松のほうが支持を集めた。

同年7月2日に投開票が行われた滋賀県知事選挙において、新駅計画を推進していた現職で地元栗東出身の國松（自民・民主・公明推薦）が約18.5万票、計画の凍結を唱えた嘉田由紀子（社民支持）が約21.7万票となり、凍結派の嘉田が当選した。また同じく計画中止を唱えた辻義則候補（共産推薦）も得票約7万票を得ており、嘉田候補と辻候補の得票を足すと約29万票と國松候補を10万票以上引き離し、有効投票数の過半数を制していた。
國松陣営のうち、民主党には嘉田候補への推薦を巡って激論が交わされた経緯があり、また自民党では郵政解散におけるしこりが残り、主要三党推薦による楽勝の見込みもあり選挙運動は低調であった。一方、嘉田陣営は新駅批判に加え自公民相乗りへの批判も巻き込んで盛り上がりを見せた。

### 県知事選挙後の推移
中止が決まったわけではないものの、投開票翌朝の記者会見で、嘉田は「建設凍結は自分の政治生命である」と述べ、また同日、朝日新聞の単独インタビューに応じ、建設予算の執行を中止する意向を明言していた。一方で県議会では選挙直後に民主党が嘉田知事支持を打ち出したものの、自民党を中心とした推進派は凍結に強く反対した。
JR東海は工事協定に基づき7月から変電所の移設工事を始める予定であったが、知事選の結果を受け着工を見合わせた。滋賀県は9月1日に新幹線新駅問題対策室を設置し新幹線新駅の需要予測・経済波及効果について再検証を開始した。
9月25日には、凍結中止を求める住民グループが新駅工事にかかわる栗東市の地方債起債差し止めを求めた裁判で大津地裁が要求を認める判決を下したが栗東市は控訴した。

### 県市対立から中止決定までの動き
同年10月22日の栗東市長選挙では、3人の候補のうち唯一の推進派であり現職の国松正一（自民・公明推薦）が再選されたが、嘉田は反対派2候補の合計得票数が国松を上回ることを指摘し、協議を重視する姿勢を示しながらも建設中止の動きを止めない姿勢を示した。10月26日には滋賀県が「新幹線新駅の需要予測・経済波及効果の再検証結果」を発表した。
10月28日と同31日、新駅設置促進協議会の正副会長会議（会長が嘉田、副会長が国松ほかの周辺市の市長等）が行われ、遅くとも07年3月末までに結論を出すべく引き続き凍結も含めた幅広い議論をしていくこと、JR東海に滋賀県が負担金の支払いの猶予を申し入れていくことなどで合意した。
12月21日、嘉田は2007年度の滋賀県知事提出予算案に新幹線関連を盛り込まないことを表明した。同月、栗東市議会に用地取得に関する百条委員会が設けられた。
翌2007年1月、県広報誌に掲載された「県政ズバリ解説『新幹線新駅問題』」において「遅くとも（2007年）3月末までには結論を出す予定」と示された。2月14日、促進協議会側から提案された、本線を高架橋とせず盛り土構造のままとし、新駅の関連部分を高架橋で現行の本線に沿わせるという工費圧縮案をJR東海が拒否。一方、3月末が期限とされていた地元の建設可否結論は10月まで猶予することで合意した。
3月1日、上記の市債発行差し止め訴訟で大阪高裁は一審の判決を支持し栗東市の控訴を棄却。栗東市は3月14日、最高裁判所へ上告した。
3月23日には栗東市議会で南びわ湖駅の建設予算を削除した修正予算の議決が可決されたが、3月30日に栗東市長が予算案を再議に付した結果、新駅関係予算を削った修正予算は否決され、建設予算が含まれている原予算が可決された。一方、3月27日には滋賀県が新駅建設関連事業に基づく栗東市の地方債起債に対し地方財政法5条の3で求められている「同意」を行わないことを明らかにした。
4月8日の滋賀県議会議員選挙（第16回統一地方選挙前半戦）では定数47議席のうち、建設凍結派の民主党は11議席から13議席、建設中止派の日本共産党は2議席から3議席に増加し、嘉田知事系の「対話でつなごう滋賀の会」も2議席から4議席に増加した（公認候補ベース）。一方、建設推進派の自民党は27議席から16議席と大幅に議席を減らし、公明党の2議席（1議席から2議席に増加）および自民党推薦の無所属議員を合わせても過半数を割る結果となり、親知事派の無所属議員を含めると建設凍結・中止の勢力が県議会の過半数を占めた。
4月22日の栗東市議会議員選挙（第16回統一地方選挙後半戦）では推進派が改選前より議席を3増やし過半数の議席を獲得。4月23日、駅設置促進協議会の正副会長会議で、JR東海との協議期限の10月末までに推進か中止の合意ができない場合現行の新駅計画は消滅とする覚書をJR東海と締結することで合意した。一方、JR東海は新駅の方向性がはっきりしないとして同月中に工事関係者を撤収させた。
5月6日、建設推進派であった自民党滋賀県連会長の宇野治が凍結容認を示唆。5月9日、県議会最大会派の「自民党・湖翔クラブ」が議員総会を開き嘉田が示す「限りなく中止に近い凍結」を支持する方針を決めた。5月13日、自民党滋賀県連は定期大会で嘉田支持を正式決定し、同党幹事長の中川秀直は嘉田に対し「抵抗勢力ではなく、対話勢力として臨む」と述べた。
7月24日、新駅設置促進協議会の事務局を務める栗東市が協議会予算を使用し、滋賀県や他の関係市に無断で建設推進を訴えるDVDを作成していたことが判明した。費用115万円について栗東市側は協議会予算の栗東市負担分（700万円）の中から捻出したとしつつも、市長の国松が同日の記者会見で「県や関係市に迷惑をかけた」と謝罪。嘉田は「相談なしは残念、慎重な対応を」と述べた。
9月3日、新駅設置促進協議会の正副会長会議にて、滋賀県はJR東海との協定を履行しない方針を表明した。
10月19日、市債発行差し止め訴訟で最高裁第2小法廷は栗東市の上告を棄却し起債差し止めを命じた1、2審判決が確定。栗東市は工事費負担金の確保見通しが立たなくなった。
10月24日、新駅設置促進協議会の正副会長会議で嘉田と国松の意見がまとまらず決裂。10月28日、新駅設置促進協議会の総会において嘉田が正副会長会議で合意に至らなかったことを報告。同月末、新駅建設の根拠となる基本協定が期限を迎え、建設中止が正式に決定した。

### 中止決定後の推移
11月2日、嘉田知事と国松市長がJR東海東京本社に出向き、同社社長の松本正之に新幹線新駅の報告を行った。松本は事態を「致し方ない」と了承し「新駅問題が県とJR東海の関係に影響を及ぼすことはない」と述べた。
新駅計画の凍結を受け、嘉田は新駅周辺の土地区画整理事業への県の対応窓口の設置を栗東市に要請し、また県南部地域の振興について関係機関と検討していくとした。
栗東市長は2008年8月29日の会見で「新幹線新駅問題で新駅事業に関連する市の損失額が最終的に130億円程度になる」との考えを示した。新駅が中止されるまでの支出額は167億円だが、新駅予定地周辺の土地代や国からの補助金などを差し引いた130億円が市の損失となる。
2011年度の決算で、栗東市の将来負担比率は281.8%と、全国の市区町村で4番目に高く、新幹線新駅中止による損失（約130億円）が同市の将来負担比率を100%余り引き上げた（土地開発公社の負債分は全て将来負担比率に含まれる）。
滋賀県は栗東市と「後継プランの実施に関する覚書」を結び、栗東市が基盤整備等の各事業に要した経費の半分の支援や栗東市土地開発公社への貸し付け（2008年度末に40億円、2009年度末に10億円、2010年度に11億円）を打ち出した。
新駅計画の中止後、ジーエス・ユアサコーポレーション・三菱商事・三菱自動車工業の共同出資で設立されたリチウムエナジージャパンがリチウムイオン電池を生産するための工場を建設。
一方、跡地50haの利用状況をめぐる報道では、朝日新聞は2012年8月時点で30ha、中日新聞は同年9月時点で40haが用途未定と報じている。

### 新駅計画再開の動き
2012年8月6日、嘉田知事はリニア中央新幹線が東京 - 名古屋間で開通した後は、東海道新幹線は中距離輸送を担うこととなるとし、その際には米原駅と京都駅の間に新駅が必要であると発言した。この時点で、上記のように多くの土地がいまだ用途未定の状態であることもあって、栗東市は強く反発、20日に嘉田は栗東市長に事前の説明が無かったことを謝罪するが、あくまで発言の趣旨は崩さなかった。
嘉田の任期満了・引退を受け行われた2014年7月の滋賀県知事選挙では、嘉田の後継候補である元民主党衆議院議員三日月大造が新駅設置に向けた議論再開を公約したほか、元内閣官房参事官小鑓隆史（自民党・公明党推薦）も新駅設置に向けた働きかけを再開することを公約に掲げ、選挙戦に臨んだ。
一方、上記の新駅設置計画凍結で滋賀県に不信感を持ったJR東海では、これらの動きについて同社社長の柘植康英が同年7月10日の記者会見で「滋賀県内の新幹線新駅は整理が済んだ話。もう終わった」と述べ、「栗東新駅の話があって工事を始めた後、滋賀県から建設のお断りがあり、やむなく整理した」とした上で、栗東市以外の立地を含め新駅設置には原則として応じないことを示唆するなど、不信感を持ったが故に極めて否定的な見解を示した。

## 関連文献
- 石割信雄「栗東市の新幹線新駅建設事業にみる正当性調達の失敗」『創造都市研究 : 大阪市立大学大学院創造都市研究科紀要』第5巻第2号、大阪市立大学創造都市研究会、2009年12月、1-26頁、ISSN 1881-0675、NAID 110007615325。